# Aechmea pabstii
Espèce
Classification phylogénétique
Aechmea pabstii est une espèce de plantes de la famille des Bromeliaceae, endémique du Brésil.

## Synonymes
- Macrochordion pabstii (E.Pereira & Moutinho) L.B.Sm. & W.J.Kress[1]

## Distribution
L'espèce est endémique de l'État de Bahia au Brésil.

## Description
L'espèce est épiphyte.